# Juste une mauvaise action
Juste une mauvaise action (titre original : Just One Evil Act) est un roman policier d'Elizabeth George paru en 2013. La traduction française paraît aux Presses de la Cité en 2014.
Le roman évoque l'enlèvement d'Hadiyyah Upman en novembre par sa mère Angelina, séparée de Taymullah Azhar, son ex-compagnon et père de l’enfant. Barbara Havers tente de venir en aide à Taymullah Azhar et engage même un détective privé pour retrouver l'enfant et sa mère. Plusieurs mois se passent sans aucune avancée. En avril suivant, la petite fille, qui se trouve en Italie avec sa mère et l'amant de celle-ci, est enlevée par un inconnu. Angelina retourne à Londres avec son compagnon et accuse Taymullah Azhar d'avoir enlevé l'enfant. Or Azhar prouve qu'il ignorait où se trouvaient Hadiyyah et Angelina, et qu'il était à un colloque à Berlin lors de l'enlèvement. L'inspecteur Lynley est envoyé en Italie pour aider la police italienne, tandis que depuis Londres, Barbara Havers contribue à l'enquête en contactant un journaliste de la presse people, tout en étant étroitement surveillée par ses chefs, la commissaire Ardery et l'inspecteur Stewart.

## Principaux personnages
- Les victimes
  - Hadiyyah Upman : 9 ans.
  - Angelina Upman : 35 ans, sa mère.

- Enquêteurs
  - Thomas (« Tommy ») Lynley : inspecteur à Scotland Yard.
  - Barbara Havers : sergent à Scotland Yard.
  - John Stewart : inspecteur à Scotland Yard.
  - Winston Nkata : constable à Scotland Yard.
  - Isabelle Ardery : commissaire de police à Scotland Yard.
  - Simon St. James : médecin légiste (rôle secondaire).

- Familles Azhar-Upman
  - Taymullah Azhar : professeur d'université, d'origine pakistanaise.
  - Angelina Upman : mère d'Hadiyyah et ex-compagne de Taymullah Azhar.
  - Hadiyyah : leur fille, âgée de 9 ans.
  - Bathsheba Upman-Ward : sœur jumelle d'Angelina.
  - Humphrey Upman et Ruth-Jane Upman : parents d'Angelina et de Bathsheba.
  - Sayyed : fils, issu d'une précédente liaison, de Taymullah Azhar.

- Personnages italiens
  - Salvatore Lo Bianco : inspecteur de la police italienne à Lucques.
  - Piero Fanucci : procureur de la République à Lucques ; supérieur du précédent.
  - Lorenzo Mura : chef d'une entreprise agricole ; amant d'Angelina Upman.
  - Daniele Bruno : ami de Mura ; directeur du marketing d'une entreprise à Lucques.
  - Michelangelo Di Massimo : détective privé italien, contact en Italie de Dwayne Doughty (voir ci-dessous).
  - Domenica Squali : nonne dans un couvent.
  - Roberto Squali : homme aux activités louches, cousin de Domenica Squali.
  - Carlo Casparia : SDF et toxicomane à Lucques.

- Autres personnages
  - Mitchell Corsico : journaliste à « La Source », tabloïd de la presse de caniveau.
  - Esteban Castro : ex-amant d'Angelina Upman.
  - Dwayne Doughty : détective privé à Londres.
  - Emily Cass : collaboratrice de Dwayne Doughty.
  - Bryan Smythe : autre collaborateur de Dwayne Doughty ; expert en informatique.

## Résumé
- Mise en place de l’intrigue (chapitres du « 15 novembre » au « 18 avril »)

Le roman commence exactement au moment où finit le roman précédent. On est en novembre, à Londres. Hadiyyah Upman vient d'être enlevée par sa mère Angelina, séparée de Taymullah Azhar, son ex-compagnon et père de l’enfant. Taymullah est effondré et désemparé par cet enlèvement.
Barbara Havers tente de venir en aide à Taymullah Azhar et engage même Dwayne Doughty, un détective privé londonien, pour retrouver l'enfant et sa mère. Plusieurs mois se passent sans aucune avancée.
Pendant ce temps, Lynley, qui se remet de la mort de son épouse Helen, tuée en février de la même année, a décidé avec Isabelle Ardery de rompre leur liaison entamée quelques mois auparavant. Quand Barbara Havers l'appelle avec son téléphone portable pour lui demander conseil sur la disparition d'Haddiyyah, Lynley se trouve au stade de Londres où il assiste à un match de roller derby avec son majordome Denton. L'une des participantes au match est la vétérinaire Daidre Trahair, longuement croisée dans le roman Le Rouge du péché qui se déroulait huit mois auparavant. La conversation ne peut avoir lieu tant le bruit est intense. Mais Barbara Havers entend, pour la première fois depuis dix mois, Lynley rire aux éclats : sa période de deuil est manifestement terminée. Dans les mois qui vont suivre, Lynley tente de développer ses liens amicaux avec Dairdre Trahir, dont il tombe peu à peu amoureux. 